# Port lotniczy Golfito
Port lotniczy Golfito (ang. Golfito Airport, IATA: GLF, ICAO: MRGF) – port lotniczy zlokalizowany w kostarykańskiej miejscowości Golfito.